# AFC Challenge Cup 2012
L'AFC Challenge Cup 2012 è stata la quarta edizione del torneo. Si è giocata a Kathmandu, in Nepal, dall'8 al 19 marzo. La Corea del Nord ha vinto il trofeo per la seconda volta consecutiva, ottenendo anche la qualificazione alla Coppa d'Asia 2015.

## Qualificazioni
Alle qualificazioni hanno partecipato 20 squadre; dopo un turno preliminare, le 16 formazioni rimaste sono state divise in 4 gruppi di 4. Le prime due classificate di ogni gruppo si sono qualificate per la fase finale.

## Fase a gironi
Le otto finaliste sono state divise in due gruppi, con le prime due qualificate per le semifinali. Tutte le partite sono state giocate a Kathmandu, negli stadi Dasarath Rangasala e Halchowk.

### Gruppo A
| Squadra      | Pt. | G | V | N | P | GF | GS | DR |
| ------------ | --- | - | - | - | - | -- | -- | -- |
| Turkmenistan | 7   | 3 | 2 | 1 | 0 | 6  | 1  | +5 |
| Palestina    | 7   | 3 | 2 | 1 | 0 | 4  | 0  | +4 |
| Maldive      | 3   | 3 | 1 | 0 | 2 | 2  | 5  | -3 |
| Nepal        | 0   | 3 | 0 | 0 | 3 | 0  | 6  | -6 |

| Arbitro: | Yousef Al-Marzouq |

|                                      |           |             |
| Mingazow 33’ Çoňkaýew 78’ Amanow 85’ | Marcatori | 20’ Adhuham |

| Arbitro: | Ryūji Sato |

|  |           |                     |
|  | Marcatori | 4’ Attieh 65’ Attal |

| Kathmandu 10 marzo 2012, ore 15:00 UTC+5:45 | Palestina    | 0 – 0 referto | Turkmenistan | Halchowk Stadium (1.000 spett.)\| Arbitro: \| Ko Hyung-Jin \| |
| Arbitro:                                    | Ko Hyung-Jin |               |              |                                                               |

| Arbitro: | Dmitrij Mašencev |

|             |           |  |
| Rasheed 51’ | Marcatori |  |

| Arbitro: | Ali Sabbagh |

|  |           |                                                 |
|  | Marcatori | 7’ Tagaýew 79’ (aut.) Maharajan 89’ Hangeldiýew |

| Arbitro: | Dmitrij Mašencev |

|  |           |                       |
|  | Marcatori | 59’ Wadi 90+4’ Nu'man |

### Gruppo B
| Squadra        | Pt. | G | V | N | P | GF | GS | DR |
| -------------- | --- | - | - | - | - | -- | -- | -- |
| Corea del Nord | 9   | 3 | 3 | 0 | 0 | 8  | 0  | +8 |
| Filippine      | 6   | 3 | 2 | 0 | 1 | 4  | 3  | +1 |
| Tagikistan     | 3   | 3 | 1 | 0 | 2 | 3  | 4  | -1 |
| India          | 0   | 3 | 0 | 0 | 3 | 0  | 8  | -8 |

| Arbitro: | Pratap Singh |

|                                      |           |  |
| Pak Nam-Chol I 58’ Jang Kuk-Chol 70’ | Marcatori |  |

| Arbitro: | Ali Sabbagh |

|  |           |                              |
|  | Marcatori | 61’ Chamrokulov 66’ Davronov |

| Arbitro: | Yousef Al-Marzouq |

|  |           |                                     |
|  | Marcatori | 4’ Pak Nam-Chol I 86’ Jang Kuk-Chol |

| Arbitro: | Chaiya Mahapab |

|                          |           |  |
| P. Younghusband 10’, 73’ | Marcatori |  |

| Arbitro: | Chaiya Mahapab |

|                                                                        |           |  |
| Jon Kwang-Ik 3’ Ri Hwang-Hyok 34’ Pak Nam-Chol I 59’ Ri Chol-Myong 70’ | Marcatori |  |

| Arbitro: | Ryūji Sato |

|                |           |                                    |
| Negmatov 45+1’ | Marcatori | 54’ P. Younghusband 80’ Á. Guirado |

## Fase a eliminazione diretta
|  | Semifinali     | Semifinali     | Semifinali     |                |              | Finale          | Finale          | Finale          |  |
|  |                |                |                |                |              |                 |                 |                 |  |
|  | Turkmenistan   | Turkmenistan   | 2              |                |              |                 |                 |                 |  |
|  | Turkmenistan   | Turkmenistan   | 2              |                |              |                 |                 |                 |  |
|  | Filippine      | Filippine      | 1              |                |              |                 |                 |                 |  |
|  | Filippine      | Filippine      | 1              |                | Turkmenistan | Turkmenistan    | 1               |                 |  |
|  |                |                |                |                | Turkmenistan | Turkmenistan    | 1               |                 |  |
|  |                |                | Corea del Nord | Corea del Nord | 2            |                 |                 |                 |  |
|  | Corea del Nord | Corea del Nord | Corea del Nord | Corea del Nord | 2            | 2               |                 |                 |  |
|  | Corea del Nord | Corea del Nord |                |                |              | 2               |                 |                 |  |
|  | Palestina      | Palestina      | 0              |                |              | Finale 3º posto | Finale 3º posto | Finale 3º posto |  |
|  | Palestina      | Palestina      | 0              |                |              |                 |                 |                 |  |
|  |                |                |                |                |              |                 |                 |                 |  |
|  |                |                |                |                |              | Filippine       | Filippine       | 4               |  |
|  |                |                |                |                |              | Filippine       | Filippine       | 4               |  |
|  |                |                |                |                |              | Palestina       | Palestina       | 3               |  |

### Semifinali
| Arbitro: | Ko Hyung-Jin |

|                         |           |                     |
| Amanow 80’ Çoňkaýew 86’ | Marcatori | 25’ P. Younghusband |

| Arbitro: | Yousef Al-Marzouq |

|                          |           |  |
| Pak Kwang-Ryong 42’, 68’ | Marcatori |  |

### Finale 3º posto
| Arbitro: | Ali Sabbagh |

|                                                              |           |                             |
| P. Younghusband 4’, 25’ (rig.) Á. Guirado 42’ J. Guirado 69’ | Marcatori | 21’, 67’ Abuhabib 78’ Attal |

### Finale
| Arbitro: | Ryūji Sato |

|              |           |                                            |
| Şamyradow 2’ | Marcatori | 36’ Jong Il-Gwan 87’ (rig.) Jang Song-Hyok |

## Campione
| Vincitore AFC Challenge Cup 2012 |
| -------------------------------- |
| Corea del Nord 2º Titolo         |

## Awards
| Premio Fair Play | Premio Fair Play | Premio Fair Play | Scarpa d'Oro        | Scarpa d'Oro        | Scarpa d'Oro        | Miglior giocatore | Miglior giocatore | Miglior giocatore |
| ---------------- | ---------------- | ---------------- | ------------------- | ------------------- | ------------------- | ----------------- | ----------------- | ----------------- |
| Corea del Nord   | Corea del Nord   | Corea del Nord   | Philip Younghusband | Philip Younghusband | Philip Younghusband | Pak Nam-Chol I    | Pak Nam-Chol I    | Pak Nam-Chol I    |